# Ramodatodes nigripes
Ramodatodes nigripes là một loài bọ cánh cứng trong họ Cerambycidae.